# John Stårck
Per Johan (John) Xenophon Stårck, född den 14 april 1884 i Ulricehamn, död den 29 mars 1973 i Göteborg, var en svensk språk- och skolman. Han tillhörde ätten Stårck och var bror till Erik Stårck.
Stårck avlade mogenhetsexamen i Skara 1903, filosofie kandidatexamen vid Uppsala universitet 1907 och filosofie licentiatexamen 1911. Han promoverades till filosofie doktor 1912. Stårck genomgick provår vid Högre latinläroverket å Norrmalm i Stockholm 1912–1913. Han var extra ordinarie lärare vid Högre realläroverket å Norrmalm i Stockholm 1913–1917 och huvudlärare i tyska vid Lyceum för flickor i Stockholm 1914–1917. Stårck blev lektor i Kalmar 1916, lektor i Västervik 1918, tillika bibliotekarie där 1919, och lektor i tyska och engelska vid Hvitfeldtska högre allmänna läroverket i Göteborg 1927. Han var sekreterare i Svensk-tyska föreningen 1913–1914 och skolöverstyrelsens inspektor för Västerviks högre läroanstalt för flickor 1925–1927. Stårck publicerade artiklar och recensioner i tidningar och tidskrifter. Han blev riddare av Nordstjärneorden 1932.